# Paralimosina dimorpha
Paralimosina dimorpha är en tvåvingeart som beskrevs av Rohacek och Papp 1988. Paralimosina dimorpha ingår i släktet Paralimosina och familjen hoppflugor. Inga underarter finns listade i Catalogue of Life.